# Pirata tanakai
Pirata tanakai là một loài nhện trong họ Lycosidae.
Loài này thuộc chi Pirata. Pirata tanakai được Paolo Marcello Brignoli miêu tả năm 1983.